# Jamato-udvar
A Jamato-udvar (大和朝廷, Jamato csótei) a japán hatalmi központ volt a 4–7. században, a mai Nara környékén elterülő Jamatóban. Királya még nem független uralkodó, hanem „az első a törzsfők között”, de fennhatósága már Észak-Kjúsútól a Kantó-síkságig terjedt. A buddhizmus 6. századi átvételével az udvari családok közül kiemelkedő szerephez jutottak a Szogák, majd a Fudzsivarák, s kialakult a kínai mintájú bürokrácia és törvénykezés is.

## Lásd még
- Jamatotakeru